# Verdrag inzake de Internationale Organisatie voor Mobiele Satellieten
Het Verdrag inzake de Internationale Organisatie voor Mobiele Satellieten (Convention on the International Mobile Satellite Organization, IMSO-verdrag) is een internationaal verdrag van de Internationale Maritieme Organisatie dat in 1976 werd getekend en in 1979 in werking trad waarmee INMARSAT werd opgericht. Deze is verantwoordelijk voor de maritieme noodoproepen en veiligheidsberichten aan boord van schepen via satellietcommunicatie. 
Om uitvoering te geven aan het verdrag werd de International Maritime Satellite Organization (INMARSAT) opgericht, gemodelleerd naar de International Telecommunications Satellite Organization (INTELSAT). Het doel was het faciliteren van maritieme noodoproepen en veiligheidsberichten aan boord van schepen via satellietcommunicatie. Buiten deze noodberichten kon het netwerk ook gebruikt worden voor routinematige communicatie en aangezien noodoproepen niet vaak voorkomen, werd het routinematige verkeer een steeds belangrijker onderdeel.
Met de opkomst van commerciële communicatiesatellieten kwam INMARSAT steeds meer in een ondernemende rol, maar veel lidstaten van de IMO waren niet bereid te investeren om het netwerk concurrerend te houden met die nieuwe commerciële partijen, terwijl INMARSAT niet was opgericht voor dit doel. In 1998 volgde dan ook een amendement van het IMSO-verdrag waarbij het bedrijf opgedeeld werd in een toezichthouder en een privé-onderneming. Dit werd in 1999 uitgevoerd en resulteerde in de International Mobile Satellite Organization (IMSO) als toezichthouder en Inmarsat als uitvoerende partij, die daarbij naast de commerciële diensten de veiligheidstaken van de IMSO uit bleef voeren.